# Крамаренко Світлана Миколаївна
Крамаренко Світлана Миколаївна (Київ, 1972) — український дипломат. Консул України в Малазі.

## Життєпис
Закінчила філологічний факультет Київського національного університету ім. Тараса Шевченка та здобула ступінь магістра зовнішньої політики в Дипломатичній академії України ім. Геннадія Удовенка.
На дипломатичній службі з 1995 року. Працювала на різних посадах консульської служби, зокрема в Посольстві України в Аргентині та Посольстві України в Перу.
У 2014—2016 роках виконувала обов'язки Генерального консула України в Барселоні, куди була відряджена з 2011 року. Її робота високо оцінювалася українською громадою Іспанії.

У 2017 році очолила паспортний відділ Департаменту консульської служби МЗС України.

Консульські округи України в Іспанії

З січня 2021 року є керівником Консульства України в Малазі. Її діяльність на посаді після російського вторгнення позитивно висвітлювалася українськими ЗМІ, а з нагоди Дня Андалусії 2023, уряд цього автономного регіону Іспанії вручив Світлані Крамаренко премію «Прапор Андалусії» в номінації «солідарність і злагода» візначивши, що  
«Консул України в Малазі є найпомітнішим образом українського народу в провінції Малага, ставши символом його невтомної віддачі та мужності опікуючись українськими біженцями у нашій провінції від війни, яка точиться на їхній рідній землі».